# Гуркі (Келецький повіт)
Гуркі (пол. Górki) — село в Польщі, у гміні Пежхниця Келецького повіту Свентокшиського воєводства.
Населення — 166 осіб (2011).
У 1975-1998 роках село належало до Келецького воєводства.

## Демографія
Демографічна структура на день 31 березня 2011 року:
|          | Загалом | Допрацездатний вік | Працездатний вік | Постпрацездатний вік |
| -------- | ------- | ------------------ | ---------------- | -------------------- |
| Чоловіки | 79      | 10                 | 62               | 7                    |
| Жінки    | 87      | 23                 | 45               | 19                   |
| Разом    | 166     | 33                 | 107              | 26                   |